# Người Nhện xa nhà
Người Nhện xa nhà (tựa gốc tiếng Anh: Spider-Man: Far From Home) là phim siêu anh hùng năm 2019 của Mỹ dựa trên nhân vật Peter Parker của Marvel Comics, do Columbia Pictures và Marvel Studios đồng sản xuất và Sony Pictures Releasing phân phối. Phim là phần tiếp theo của Người Nhện: Trở về nhà (2017), đồng thời là phim điện ảnh thứ 23 kết thúc Giai đoạn 3 của Vũ trụ Điện ảnh Marvel. Người Nhện xa nhà do Jon Watts đạo diễn, với kịch bản do Chris McKenna và Erik Sommers đảm nhiệm. Phim có sự tham gia của Tom Holland trong vai Peter Parker, cùng với Samuel L. Jackson, Zendaya, Cobie Smulders, Jon Favreau, J. B. Smoove, Jacob Batalon, Martin Starr, Marisa Tomei và Jake Gyllenhaal. Trong Người Nhện xa nhà, Peter Parker và Nick Fury phải hợp tác với Mysterio để ngăn chặn nhóm Elementals trong khi Peter và nhóm bạn của cậu đang đi du lịch ở châu Âu.
Tháng 10 năm 2016, kế hoạch cho phần tiếp theo của Người Nhện: Trở về nhà bắt đầu được thảo luận. Ngày công chiếu của phim được quyết định vào cuối năm đó. Holland xác nhận trở lại vai Peter Parker vào tháng 7 năm 2017, Watts xác nhận trở lại vị trí đạo diễn vào tháng 12 năm 2017, và Jake Gyllenhaal gia nhập dàn diễn viên với vai phản diện Mysterio vào tháng 6 năm 2018. Holland tiết lộ tựa đề là Spider-Man: Far From Home trước khi phim khởi quay. Quá trình quay phim diễn ra ở Anh, Philipines, Venezia và vùng đô thị New York từ ngày 2 tháng 7 đến ngày 16 tháng 10 năm 2018.
Người Nhện xa nhà ra mắt tại Hollywood vào ngày 26 tháng 6 năm 2019. Phim khởi chiếu vào ngày 2 tháng 7 năm 2019 tại Mỹ, dưới định dạng 3D và IMAX. Tại Trung Quốc, Hồng Kông và Nhật Bản, phim khởi chiếu vào ngày 28 tháng 6 năm 2019. Tại Việt Nam, phim khởi chiếu vào ngày 5 tháng 7 năm 2019. Phim nhận được nhiều lời khen ngợi tích cực về sự dí dỏm, các pha hành động, hiệu ứng hình ảnh và diễn xuất của Holland và Gyllenhaal. Tác phẩm thu về hơn 1,1 tỷ USD toàn cầu, trở thành phim điện ảnh Người Nhện đầu tiên vượt qua mốc 1 tỷ USD, bộ phim có doanh thu cao nhất mọi thời đại của Sony Pictures, bộ phim có doanh thu cao thứ tư của năm 2019 và bộ phim có doanh thu cao thứ 24 mọi thời đại. Phần phim tiếp theo mang tên Người Nhện: Không còn nhà, được phát hành vào tháng 12 năm 2021.

## Nội dung
Tại Ixtenco, Mexico, tám tháng sau sự kiện Đốm sáng, Nick Fury và Maria Hill điều tra một cơn bão có khuôn mặt người và chạm trán nó - Nguyên tố Đất. Một nhân vật bí ẩn tên Quentin Beck xuất hiện và đánh bại sinh vật đó. Tại New York, trường Midtown tổ chức năm học bù và chuyến tham quan châu Âu cho những học sinh bị giết trong sự kiện Búng tay. Trong lúc còn đau buồn bởi cái chết của Tony Stark, Peter Parker dự định tỏ tình với Michelle "MJ" Jones và từ bỏ việc làm Người Nhện, bao gồm việc bỏ lại bộ đồ Iron Spider do Stark tặng 5 năm trước. Fury cố liên lạc với Peter trong buổi từ thiện của cậu và dì May, nhưng cậu chuyển máy cho Happy Hogan.
Trong chuyến tham quan Venice, Ý, Nguyên tố Nước xuất hiện và hoành hành. Peter không ngăn chặn được nó cho đến khi Beck đến. Lần này, Fury trực tiếp gặp Peter và giới thiệu với Beck, nay còn được gọi là Mysterio. Beck giải thích rằng bản thân mình và nhóm Nguyên tố đến từ một vũ trụ khác qua một vết nứt do sự kiện Búng tay tạo ra, còn gia đình anh đã bị nhóm thực thể đó sát hại. Cũng trong cuộc gặp này, Fury giao cho Peter thứ mà Stark để lại cho người kế vị mình: chiếc kính được tích hợp trí tuệ nhân tạo E.D.I.T.H., cho phép truy cập vào mạng vệ tinh và điều khiển các drone chiến đấu của Tập đoàn Công nghiệp Stark. Peter chỉ nhận chiếc kính và vẫn từ chối yêu cầu của ông.
Fury bí mật đổi hướng địa điểm tham quan tiếp theo sang Praha, nơi Nguyên tố Lửa sẽ tấn công theo lời Beck. Nó xuất hiện tại lễ hội, nhưng bị Peter và Beck hợp sức đánh bại. Fury và Hill mời hai người đến Berlin để bàn việc lập một nhóm siêu anh hùng mới. Peter tin rằng Beck xứng đáng kế vị Stark hơn nên nhường kính E.D.I.T.H. Nhưng cậu không biết rằng, Beck thực chất là một chuyên gia kỹ xảo bị sa thải khỏi Tập đoàn Stark vì bản tính thất thường, mặc dù hắn có lý do chính đáng vì Stark coi thường tiềm năng công nghệ ảo ảnh mà hắn phát minh và đặt tên nó là B.A.R.F. Hắn cùng đội của mình, cũng là những cựu nhân viên bất mãn với vị sếp cũ quá cố, đã kết hợp B.A.R.F. với các drone chiến đấu gắn máy chiếu để ngụy tạo các Nguyên tố và biến Beck thành siêu anh hùng mới trong mắt công chúng.
Ngay khi Peter định nói lời tỏ tình, MJ ngắt lời cậu bằng việc chỉ ra cậu là Người Nhện, rồi đưa ra bằng chứng quyết định là một thiết bị lạ mà tơ nhện của cậu tình cờ kéo phải trong trận chiến ở lễ hội. Peter cố phủ nhận đến khi họ phát hiện nó là một máy chiếu phát ra ảo ảnh Nguyên tố Khí, cũng như cảnh Beck "chiến đấu" với nó, từ đó chứng minh hắn là một kẻ lừa đảo. Peter tức tốc đến Berlin để tố giác với Fury, nhưng bị Beck phục kích bằng hàng loạt ảo ảnh sau khi tìm thấy máy chiếu bị mất. Fury đột ngột xuất hiện và bắn hạ hắn. Peter yên tâm tiết lộ rằng các bạn cậu cũng đã biết bộ mặt thật của Beck, nhưng chính Fury hoá ra cũng là ảo ảnh. Và chưa kịp định thần thì cậu bị Beck lừa tới một tàu hoả đang đến và bị tông trúng. May mắn thay, cậu vẫn sống sót và còn đủ sức để leo vào một toa tàu trước khi ngất đi.
Tỉnh dậy trong một nhà tù ở Hà Lan, Peter vượt ngục và liên lạc với Hogan, người đưa Peter đến London giao một cỗ máy sản xuất bộ đồ do Stark để lại, mà Peter sử dụng để tự chế một bộ mới. Tại London, Beck sai E.D.I.T.H. dàn dựng ảo ảnh lớn nhất: hợp thể của cả bốn Nguyên tố, sử dụng nó làm vỏ bọc hòng giết MJ và bất kỳ ai khác mà cô có thể đã tiết lộ bí mật của hắn. Peter phá hủy ảo ảnh, làm lộ bản chất của nó trước mắt mọi người. Máu cầu toàn bốc lên, Beck tức giận điều khiển drone tấn công cậu, ngay cả khi chính hắn ở trong tầm bắn. Cuối cùng, Peter đánh bại Beck và lấy lại chiếc kính để hủy lệnh tấn công. Beck vô tình bị giết chết vì trúng đạn lạc từ drone của chính mình. Một trợ lý của hắn trốn thoát với dữ liệu về trận chiến. Peter trở lại thành phố New York và bắt đầu hẹn hò MJ, trong khi dì May cũng chuẩn bị cho mối quan hệ tương tự với Hogan.
Trong cảnh mid credit, ngay khi Peter (đang mặc trang phục Người Nhện) vừa kết thúc buổi hẹn hò với MJ, người dẫn chương trình J. Jonah Jameson của Daily Bugle đã phát sóng cảnh quay bị chỉnh sửa về vụ việc ở Luân Đôn, trong đó Beck tự nhận là đã đẩy lui các Nguyên tố về vết nứt không gian, nhưng rồi bị Người Nhện giết bằng đội quân drone hòng độc chiếm vị thế Người Sắt mới. Trong "khoảnh khắc cuối cùng", hắn còn tiết lộ tên thật của Người Nhện là Peter Parker. Còn ở cảnh after credit, Fury và Hill lộ diện lần lượt là Talos và vợ ông là Soren cải trang, theo lệnh của Fury thật, lúc này đang chỉ huy một tàu vũ trụ Skrull ngoài Trái Đất.

## Diễn viên
- Tom Holland vai Peter Parker / Người Nhện: Một thiếu niên và Avenger là học sinh Trường trung học Khoa học và Công nghệ Midtown ở Queens, New York.[6] Cậu sở hữu những khả năng của loài nhện sau khi bị một con nhện biến đổi gen cắn.[6]
- Samuel L. Jackson vai Nick Fury: Cựu giám đốc của tổ chức S.H.I.E.L.D.[21]
- Cobie Smulders vai Maria Hill: Cựu đặc vụ của S.H.I.E.L.D, đồng thời là cánh tay phải của Nick Fury.[21]
- Zendaya vai Michelle Jones-Watson: Bạn cùng lớp và là bạn gái của Peter Parker. Cô thường được gọi với tên "MJ".[22]
- Jacob Batalon vai Ned Leeds: Bạn thân của Peter Parker, đồng thời là bạn học đầu tiên của Peter biết cậu là Người Nhện.[23][24]
- J. B. Smoove vai thầy Dell: Giáo viên của Peter Parker, người đồng hành cùng với lớp của Peter trong chuyến đi du lịch ở châu Âu.[25][26]
- Martin Starr vai Roger Harrington: Giáo viên của Peter Parker, người đồng hành cùng với lớp của Peter trong chuyến đi du lịch ở châu Âu.[25][27]
- Marisa Tomei vai May Parker: Dì của Peter Parker, người duy nhất trong gia đình Peter biết cậu là Người Nhện và muốn cậu tiếp tục làm Người Nhện để giúp bà trong các hoạt động từ thiện.[25][28][29]
- Jon Favreau vai Harold "Happy" Hogan: Cựu giám đốc lực lượng an ninh của tập đoàn Stark Industries, tài xế và vệ sĩ của Tony Stark, đồng thời là người trông nom Peter Parker.[30]
- Jake Gyllenhaal vai Quentin Beck / Mysterio: Một chuyên gia kỹ xảo bị sa thải có phần bất công khỏi Tập đoàn Công nghiệp Stark. Sau khi sếp cũ qua đời, hắn và những trợ lý cùng xuất thân dùng công nghệ ảo ảnh của mình để bịa ra chuyện hắn là anh hùng từ vũ trụ khác chiến đấu với nhóm Elementals - nhóm thực thể mang sức mạnh của 4 nguyên tố (đất, nước, lửa và không khí).[31][32][33]

Bộ phim còn có sự góp mặt của J. K. Simmons vai J. Jonah Jameson, khiến ông trở thành diễn viên đầu tiên tiếp tục đóng vai của mình từ ngoài MCU.